# いちにのさんにん
いちにのさんにんは、NHKの幼児向け番組おかあさんといっしょのコーナー。半年で打ち切りとなった「わからん島」の後を受け、1972年10月から1975年3月まで木曜日の後半に放送された。

## 出演
- 古賀伸一
- 一城みゆ希
- 加藤恒喜
- 前沢保美
- 桂菊丸

## 概要
人形劇の大好きな5人の愉快な仲間が、毎回どの物語を演じるかテーマを決めて、手作りの人形を持ち寄り、その場で劇を演じる、という内容。人形劇というより、むしろ人形劇を楽しむ仲間達の友情や連帯感に重きを置く、「異色人形劇」的バラエティ番組であったが、個性豊かな仲間たちの、手の使い方による人形を表情豊かに演出させる手腕も評判となった。
5人の仲間の中では、ここでは「お兄ちゃん」と呼ばれていた桂菊丸がリーダー的存在で、加藤恒喜が役柄でも演ずる人形でも三枚目的キャラだったが、人気を博した。

## 映像保存状況
少なくとも1975年2月27日放映分の映像は残っていることが確認できる。

## 主題歌
「いちにのさんにん」
作詞 - 城悠輔 作曲・編曲 - 三沢郷
歌 - ひばり児童合唱団